# Константин Ламбринов
Константин Ламбринов Генов е български офицер (генерал-майор), участник в Балканската (1912 – 1913) и Междусъюзническата (1913), командир на 53-ти пехотен резервен полк през Първата световна война (1915 – 1918).

## Биография
Константин Ламбринов е роден на 15 април 1868 г. в с. Арбанаси, Османска империя. През 1889 г. завършва Военното на Негово Княжеско Височество училище и на 18 май е произведен в чин подпоручик. На 2 август 1892 е поручик, от 1899 г. е капитан. Като капитан служи като командир на 3-та рота от 6-и пехотен търновски полк. През 1910 г. е произведен в чин майор. Взема участие в Балканската (1912 – 1913) и Междусъюзническата (1913), след което на 14 февруари 1914 г. е произведен в чин подполковник.
През Първата световна война (1915 – 1918) подполковник Ламбринов командва първоначално дружина от 1-ви пехотен софийски полк, за която служба „за бойни отличия и заслуги във войната“ със заповед № 679 от 1917 г. по Действащата армия е награден с орден „Св. Александър“, IV степен, с мечове в средата. През април 1916 г. е назначен за командир на 53-ти пехотен резервен полк, за която служба през 1918 г. е награден с Военен орден „За храброст“, IV степен, 1 клас. На 16 март 1917 г. е произведен в чин полковник.
Полковник Константин Ламбринов е ранен в битката при Добро поле и три дни по-късно на 18 септември 1918 г. умира от раните си. През 1922 г. посмъртно е произведен в чин генерал-майор.
По време на военната си кариера Константин Ламбринов служи в 8-и пехотен приморски полк и както командир във Военното училище.
През юни 1942 г. с. Фрашари, Силистренско е преименувано на Полковник Ламбриново. На 26 април 2018 г. генерал-майор Константин Ламбринов е избран за почетен гражданин на Кюстендил.

## Семейство
Генерал-майор Константин Ламбринов е женен и има 3 деца.

## Военни звания
- Подпоручик (18 май 1889)
- Поручик (2 август 1892)
- Капитан (1899)
- Майор (1910)
- Подполковник (14 февруари 1914)
- Полковник (16 март 1917)
- Генерал-майор (1922)

## Награди
- Орден „Св. Александър“ IV степен с мечове в средата (1917)
- Военен орден „За храброст“ IV степен 1 клас (1918)